# Bombon (Seine-et-Marne)
Bombon is een gemeente in het Franse departement Seine-et-Marne (regio Île-de-France) en telt 905 inwoners (1999). De plaats maakt deel uit van het arrondissement Melun.

## Geografie
De oppervlakte van Bombon bedraagt 15,0 km², de bevolkingsdichtheid is 60,3 inwoners per km².
De onderstaande kaart toont de ligging van Bombon (Seine-et-Marne) met de belangrijkste infrastructuur en aangrenzende gemeenten.

## Demografie
Onderstaande figuur toont het verloop van het inwonertal (bron: INSEE-tellingen).

## Bezienswaardigheden
- De Église Saint-Germain; kerk uit de vijftiende eeuw met een enkele zijbeuk; de toren dateert uit de zestiende eeuw; het marmeren doopvont uit de zeventiende eeuw.
- Château de Bombon met kapel; sinds 14 september 1949 een monument, inclusief de zeventiende-eeuwse tuin.

In 1918 verplaatste de Franse generaal Ferdinand Foch zijn commandopost naar het Château de Bombon. Op 24 juli werden de Franse bevelhebbers naar het kasteel ontboden om hun opdrachten voor het eindoffensief tegen de Duitse troepen in ontvangst te nemen. Op 9 augustus, drie dagen na zijn bevordering tot maarschalk, ontving Foch hier zijn Franse collega Fayolle, de Britse maarschalk Haig, en de Amerikaanse opperbevelhebber John Pershing. Hij drukte hen op het hart niet te rusten voor de hen opgedragen doelen waren verwezenlijkt. Op 23 augustus defileerden Franse troepen hier voor Foch.

## Lenin
In de zomer van 1909 hield Lenin van half augustus tot half september een maand vakantie in een goedkoop pension in Bombon, samen met zijn moeder en zijn zuster. Vanaf zijn vakantieadres, dat hij had gevonden in een Franse krant, stuurde hij brieven naar onder anderen Grigori Zinovjev (27 augustus) en Camille Huysmans (11 september).